# Parque da Memória Cubana
O Parque da Memória Cubana (em castelhano:  Parque de la Memoria Cubana; em inglês:  Cuban Memorial Boulevard Park) é uma praça e parque linear público situado no bairro da Pequena Havana na cidade de Miami, na Flórida, nos Estados Unidos. O parque mede 1,64km de extensão e contém numerosas esculturas, estátuas e monumentos que homenageiam a comunidade cubana de Miami, eventos históricos como a invasão de baía de Cochinos de 1961 e ilustres cubanos como o poeta José Martí.
O parque está orientado de norte a sul, desde a Oitava Rua (em castelhano:  Calle Ocho), na Pequena Havana, ao norte, até a Via do Coral, ao sul. A poucos metros de sua extremidade sul fica o Museu da Diáspora Cubana. 

## Monumentos e esculturas

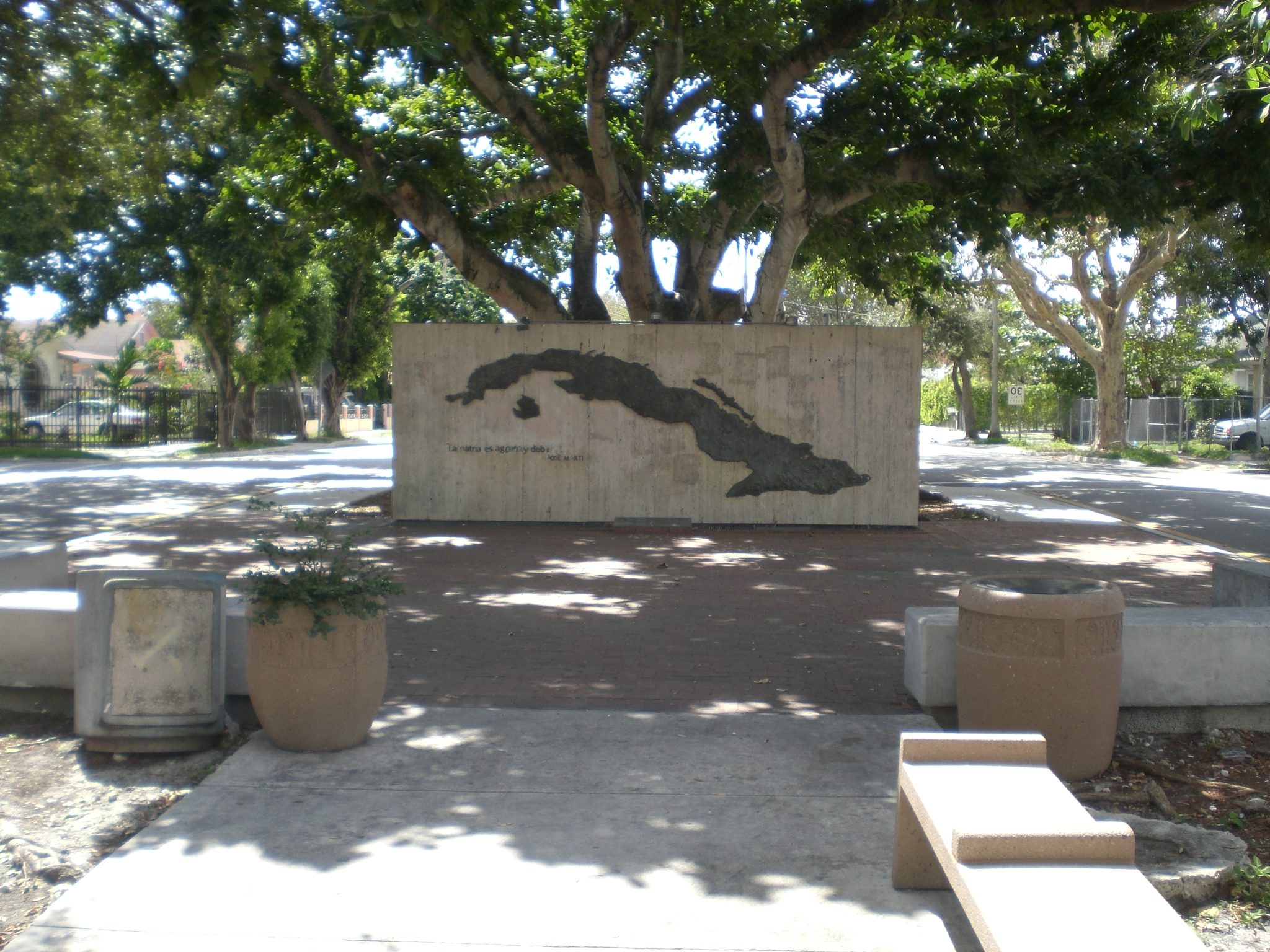
Mural com o plano de Cuba.

O parque linear tem numerosas esculturas, estátuas e monumentos importantes para a comunidade cubana de Miami.

### Primeira praça (Oitava Rua)
- Monumento à Baía dos Porcos, pilar de mármore negro que comemora a invasão da Baía dos Porcos de 1961. Sobre a coluna há uma chama eterna. No mármore está gravado o texto: «Cuba / Aos mártires da Brigada de Assalto / 17 de abril de 1961.» O pilar está rodeado por seis balas. O monumento foi inaugurado em 17 de abril de 1971, em celebração aos 10 anos da batalha.
- Busto de Manolo Fernández, obra do escultor Tony López que data de 8 de fevereiro do 2001.
- Estátua de Néstor A. Izquierdo, veterano da Brigada 2506 treinada pela CIA. Faleceu em 1979 em combate contra os sandinistas. A estátua é obra do escultor Tony López e data de 2001.
- Estátua da Virgen María, homenagem à Maria mãe de Jesus.

### Segunda praça (SW 10th St)
- Mural do plano de Cuba, mural com o mapa de Cuba e uma placa comemorativa ao poeta cubano José Martí.
- Busto de José Marti, busto do poeta José Martí com um mural com o escudo de Cuba.

### Terceira praça (SW 11th St)
- Praça dos Jornalistas Cubanos, dois murais de mármore preto com um busto em um dos murais e a bandeira cubana gravada em outro mural.
- Monumento do Presídio Político Histórico Cubano, Escultura de mármore com dois braços segurando uma chama dourada. O monumento está localizado em frente à Presídio Político Histórico Cubano, uma organização ativista.

### Décima quinta praça (SW 21st St)
- Obelisco dourado, monumento à comunidade cubana.

## Galeria

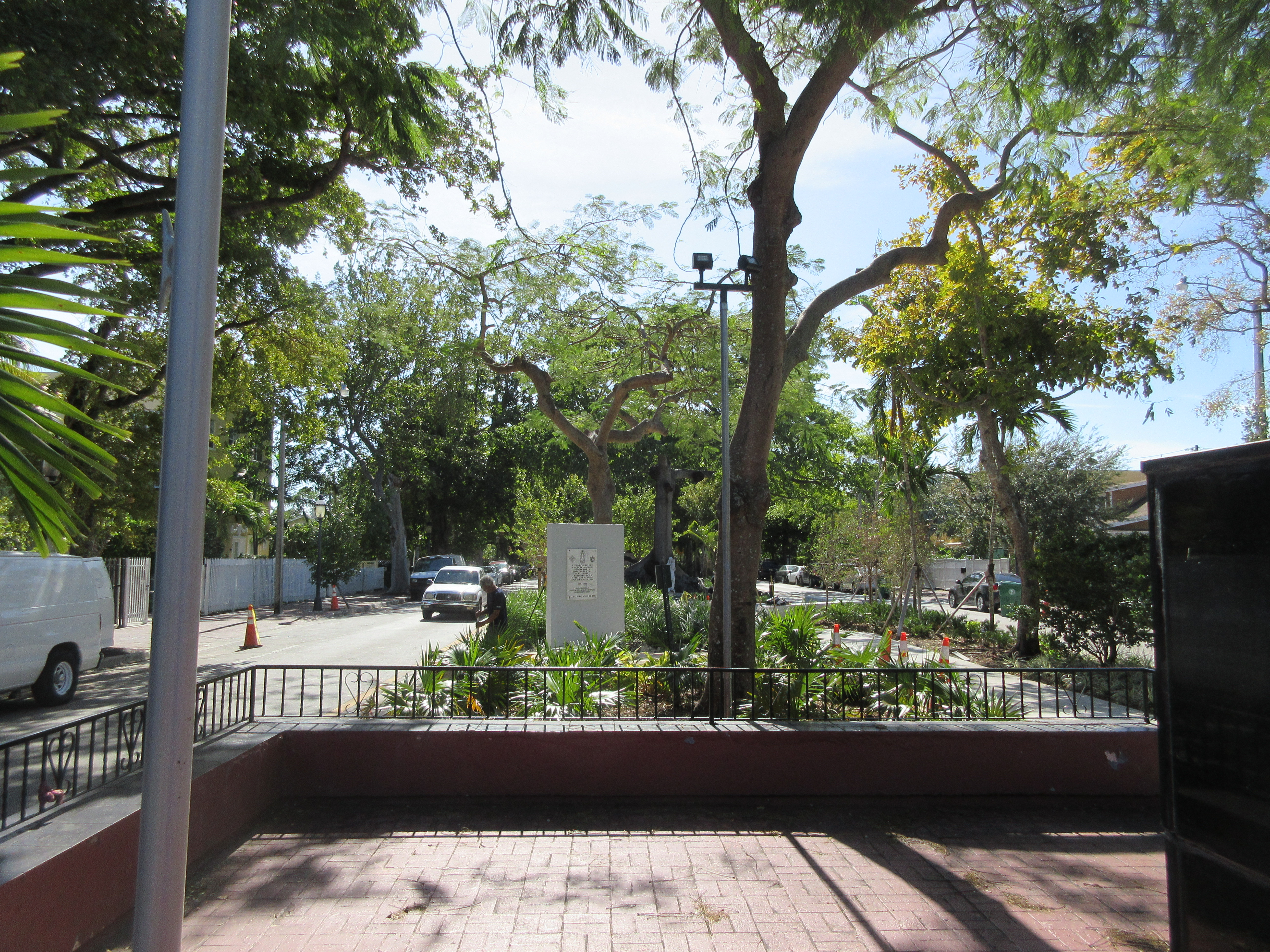
Vista do parque.
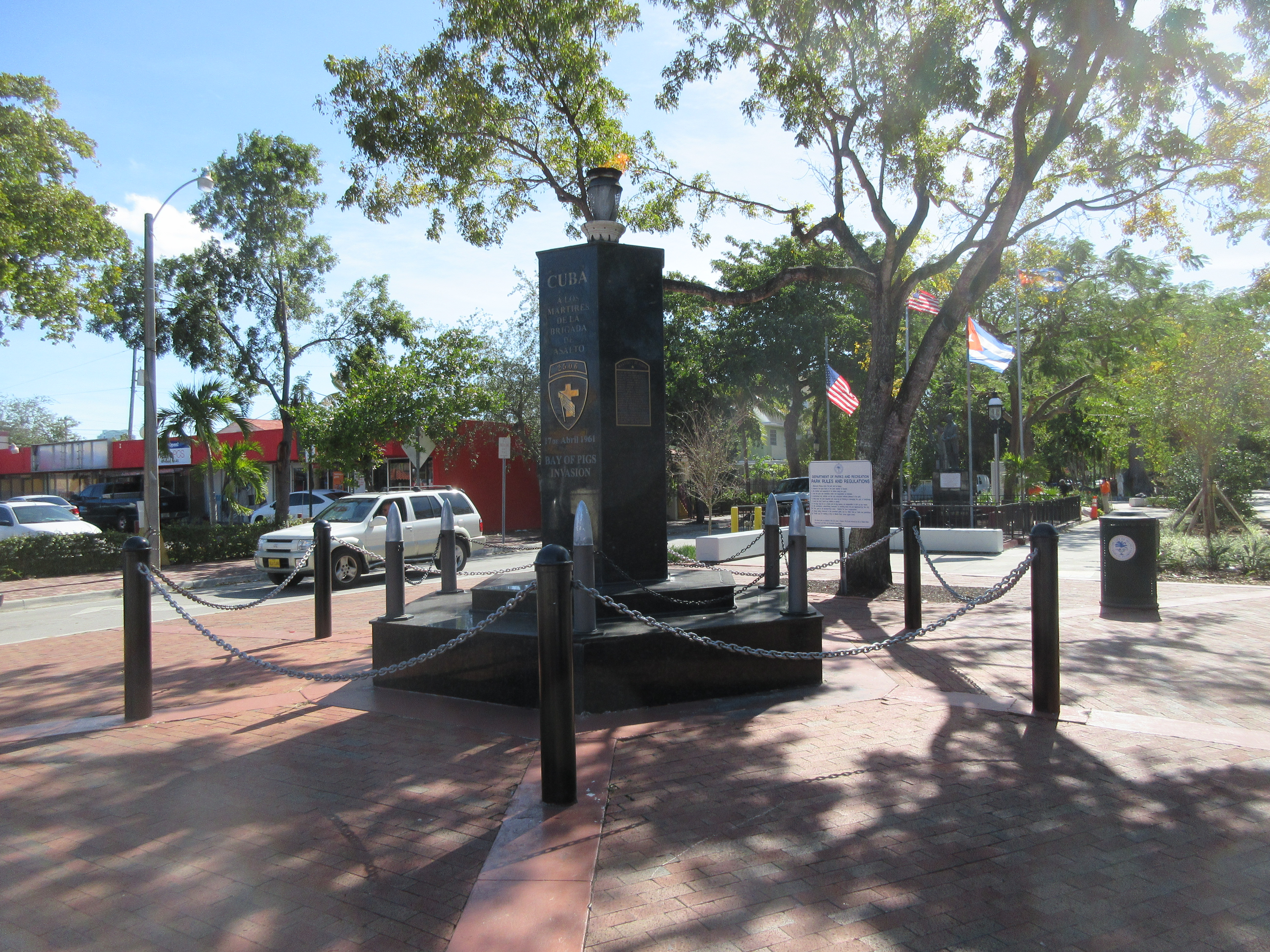
Monumento à Baía dos Porcos, inaugurado en 1971.
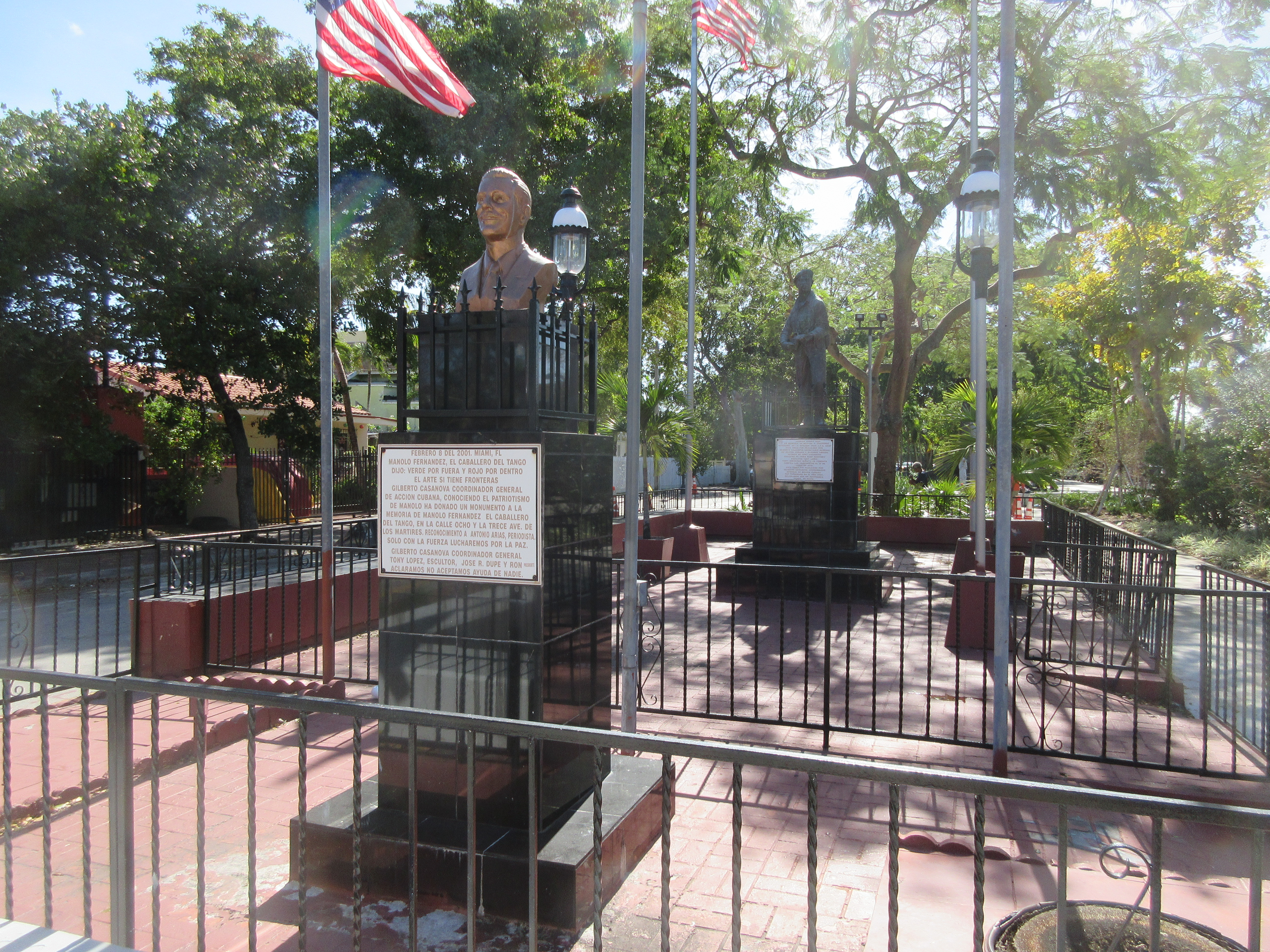
Busto de Manolo Fernández.
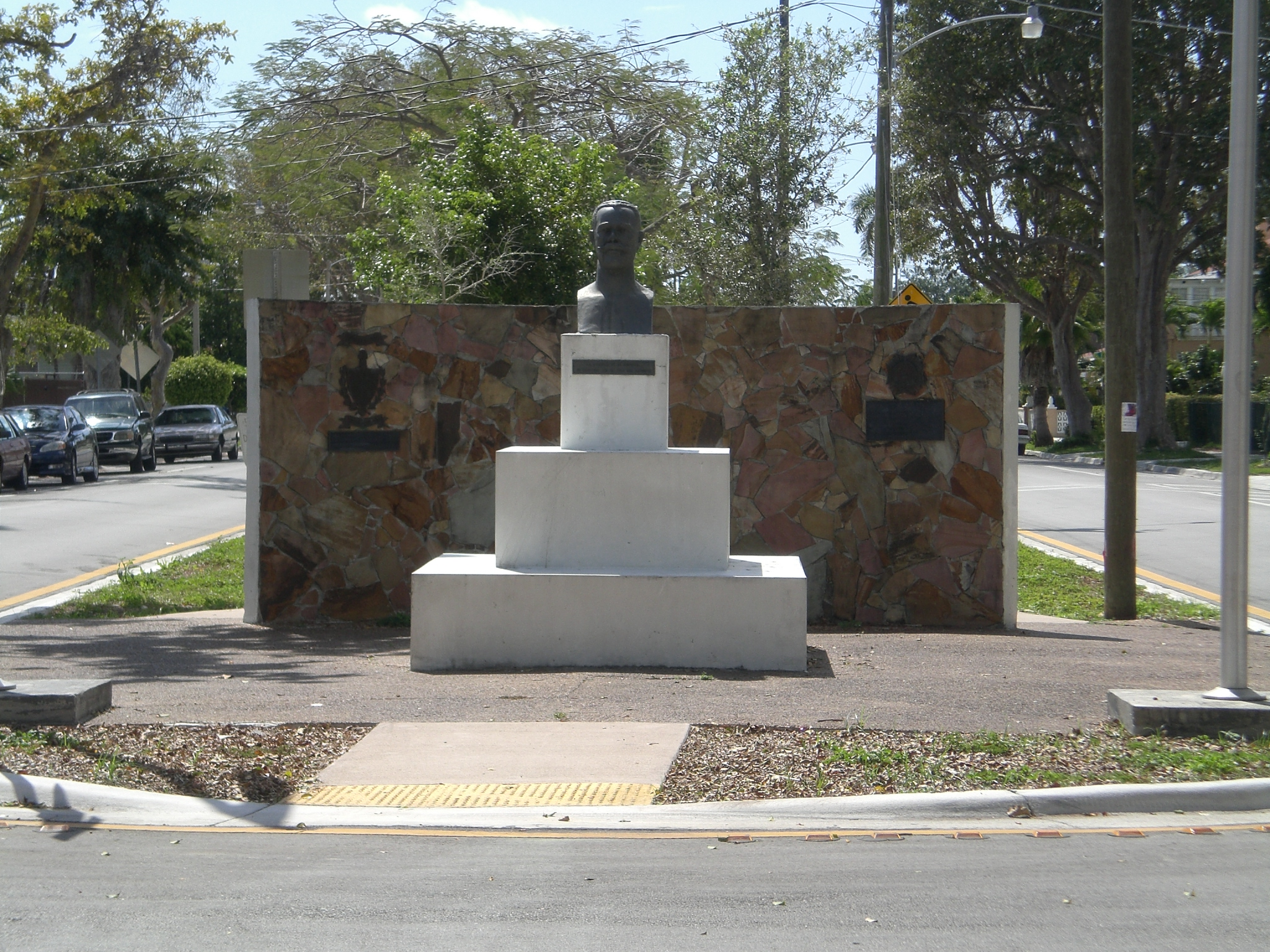
Busto do poeta cubano José Martí.
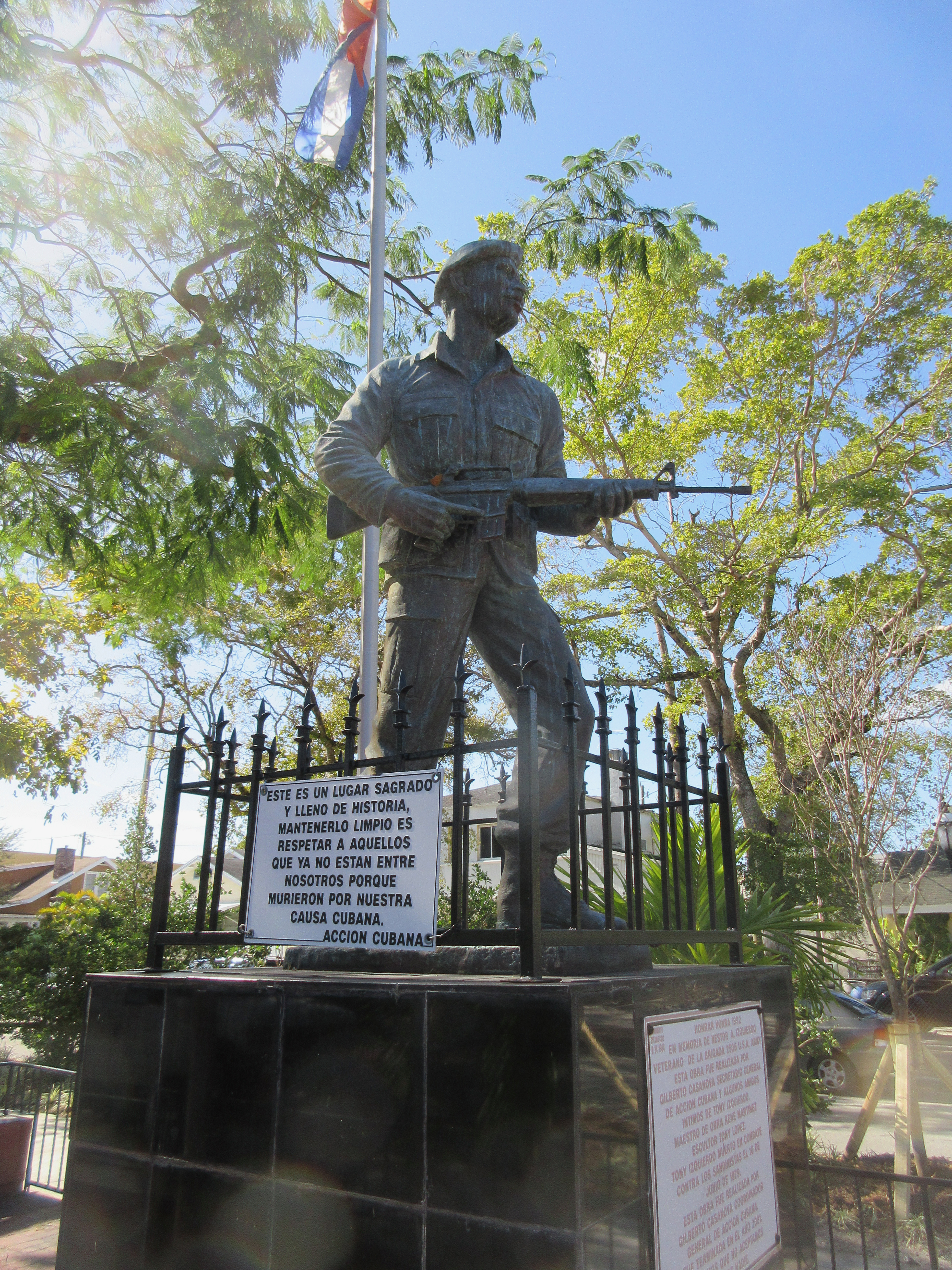
Estátua de Néstor A. Izquierdo, veterano da Brigada 2506 treinada pela CIA.